# Ioan Huber-Panu
Ioan Huber-Panu (n. 15 februarie 1904, București – d. 28 octombrie 1974, București) a fost un academician român, inginer geolog, membru corespondent (1955) al Academiei Române.

## Distincții
- Ordinul Muncii clasa a III-a (31 mai 1957) „pentru merite deosebite în muncă, cu ocazia celui de al II-lea Congres al Asociației Științifice a Inginerilor și Tehnicienilor din Republica Populară Romînă”[1]